# 戴麟趾康復中心南翼

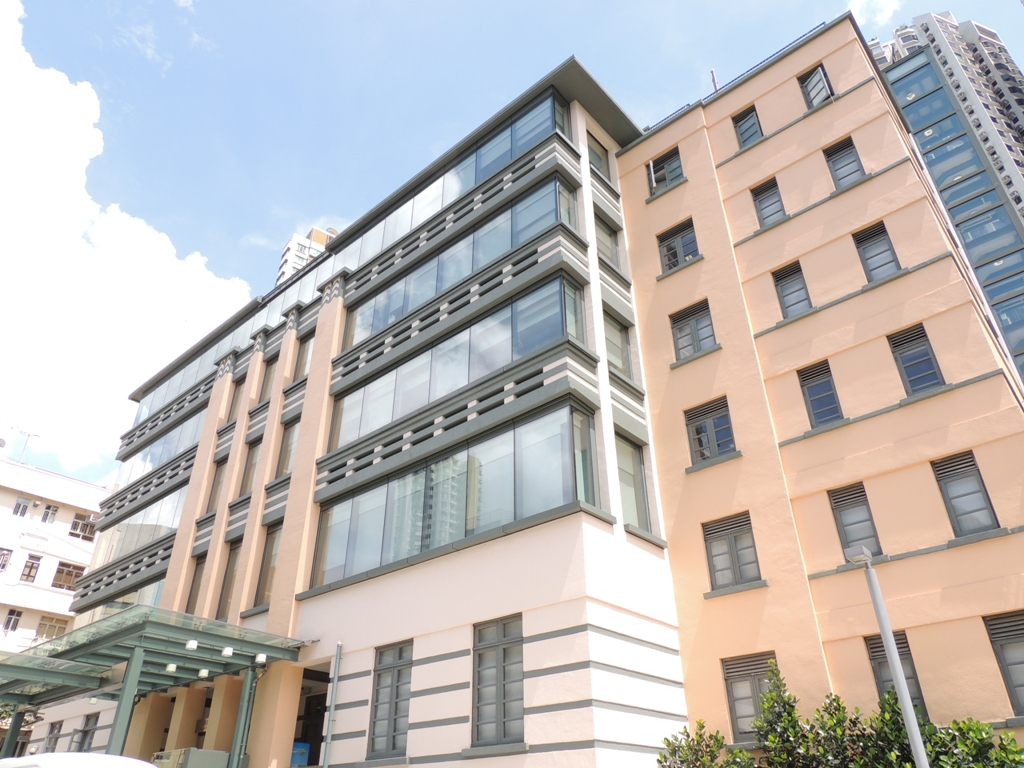
戴麟趾康復中心南翼

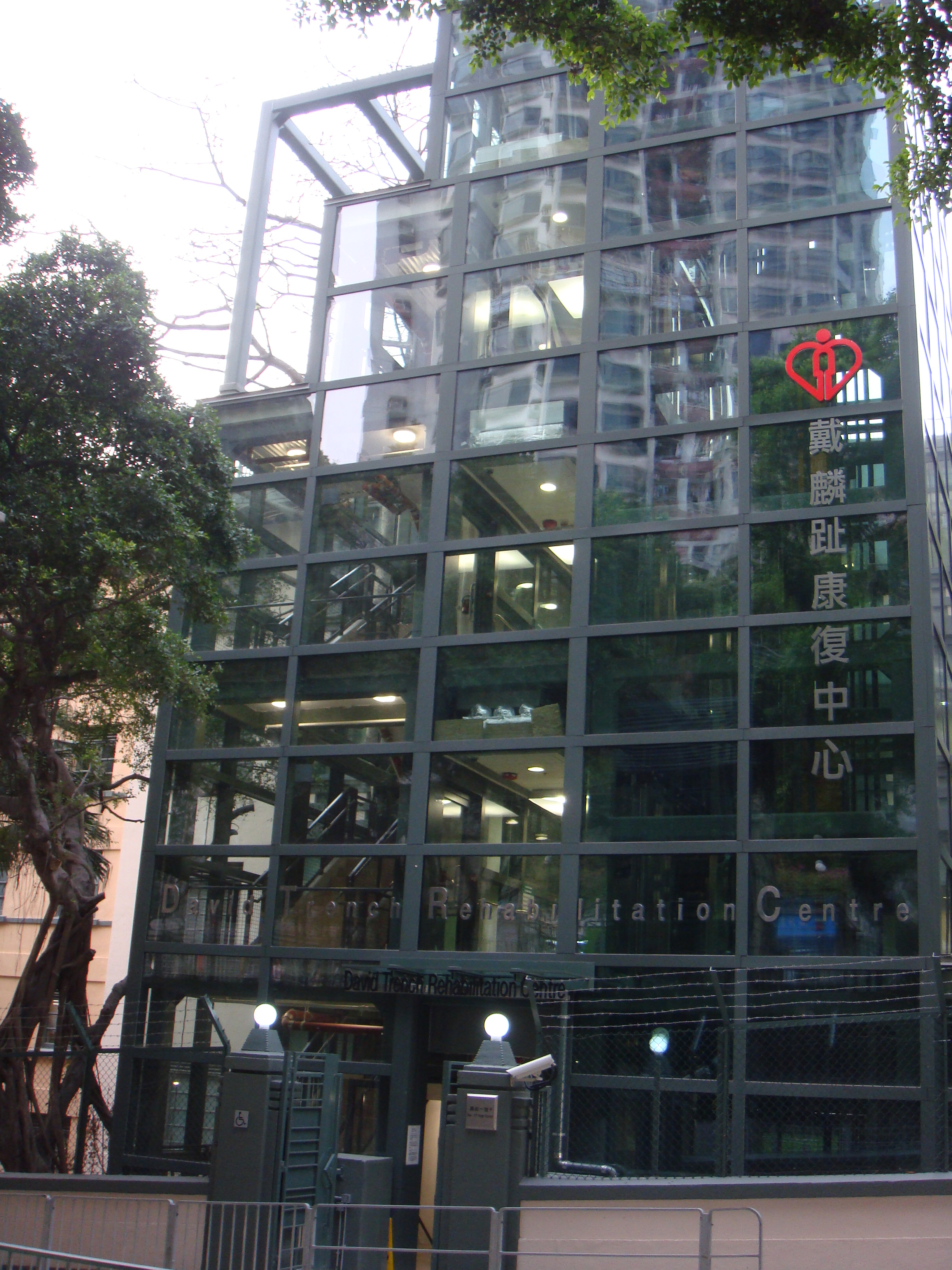
戴麟趾康復中心南翼入口

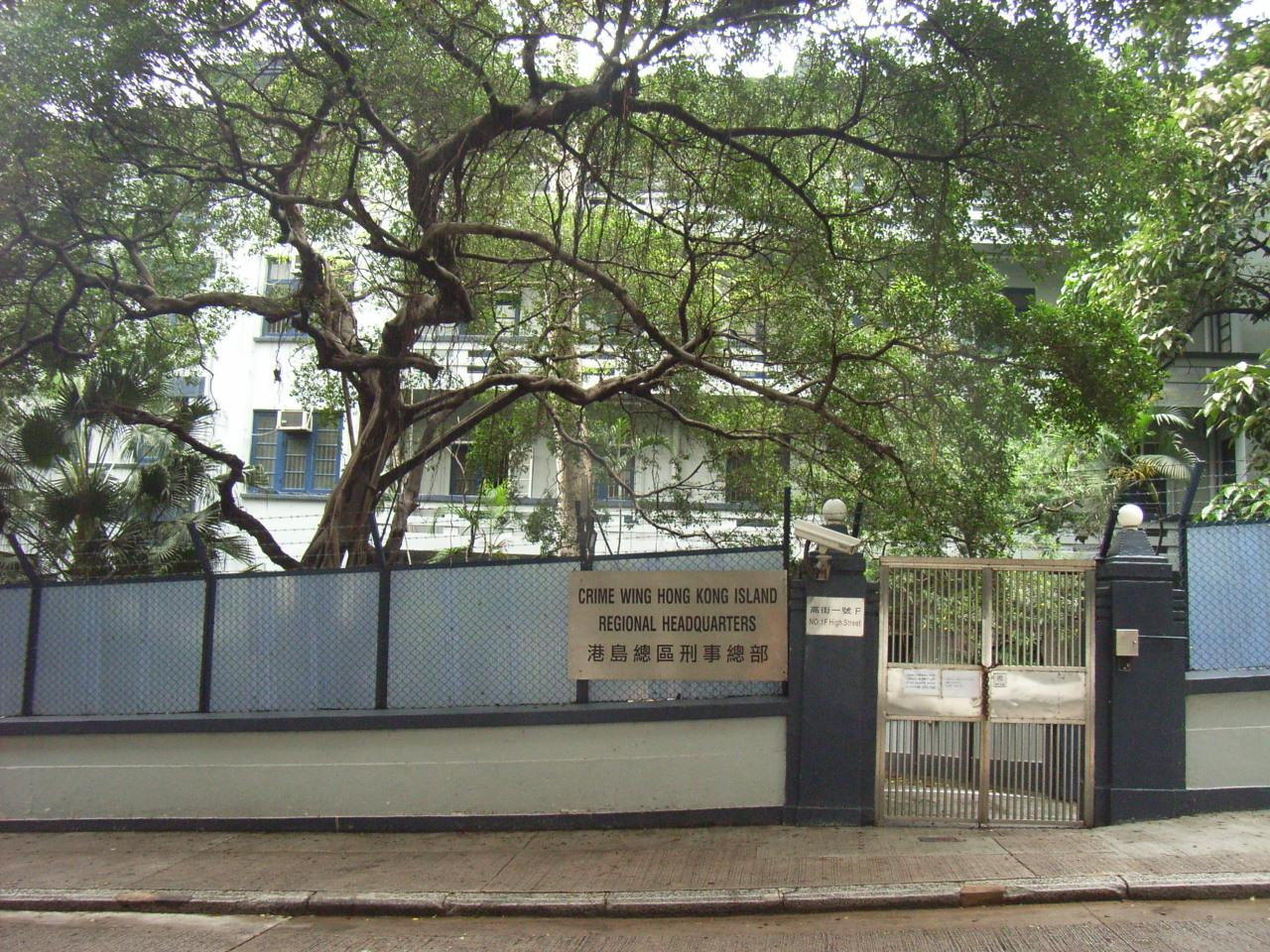
前半山警署

戴麟趾康復中心南翼（英語：South Wing, David Trench Rehabilitation Centre）是香港一座建築，前身為半山警署（英語：Upper Levels Police Station），位於西營盤高街，現建築建於1935年，原址現時已經活化為新戴麟趾康復中心的南面部分（南翼）。

## 發展沿革及特色
半山警署為香港警務處最早設立的警署之一，按編號列為八號差館。建於普義街（原名為差館街）的第一代半山警署在1870年啟用，與其鄰近的與差館上街均因而命名。半山區在1894年發生鼠疫後需要重建，八號差館遷至附近的醫院道。第三代的八號差館於1928年啟用，並於1935年拆卸及原址重建為現存建築物，作為第四代半山警署。其後，半山警署的編制併入西區警署，原址改作港島總區刑事總部，直至2006年。:18
2006年，由於港島總區刑事總部遷入新建的警政大樓主樓，原址空置。
建築物樓高五層:18，主要設施包括報案室、羈留室及員工宿舍:18。建築物現列為香港三級歷史建築:18，並且列為中西區文物徑西區及山頂線的景點之一。

## 現時發展
在2005年2月，港鐵完成西港島綫的可行性研究及興建方案，並且遞交政府審議。由於建議的西營盤站需要清拆位於般咸道的戴麟趾康復中心，地鐵因此建議利用前半山警署現有建築加以擴建及重置康復中心，新的康復中心於2011年4月18日開幕。

## 圖集

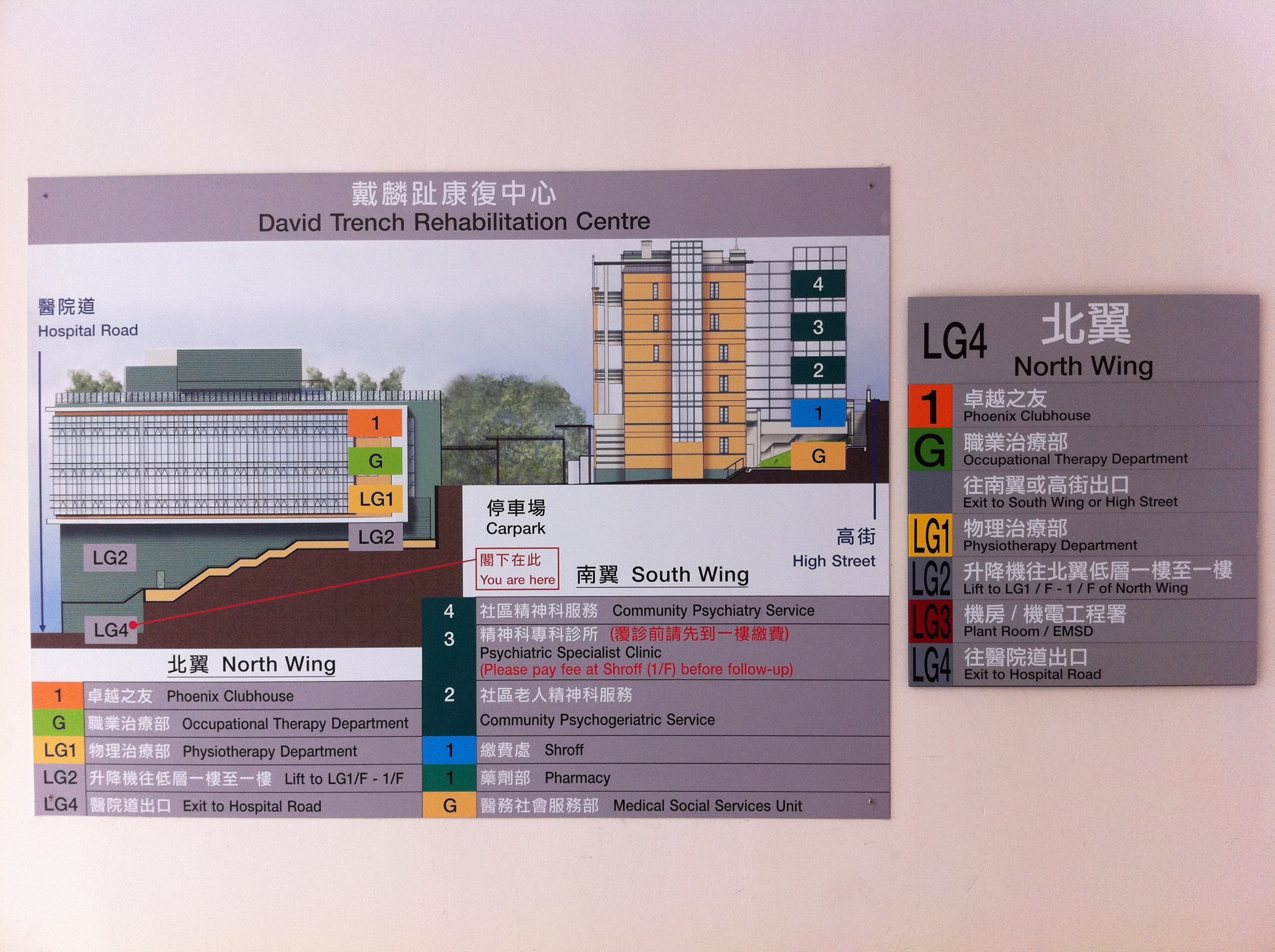
戴麟趾康復中心指南
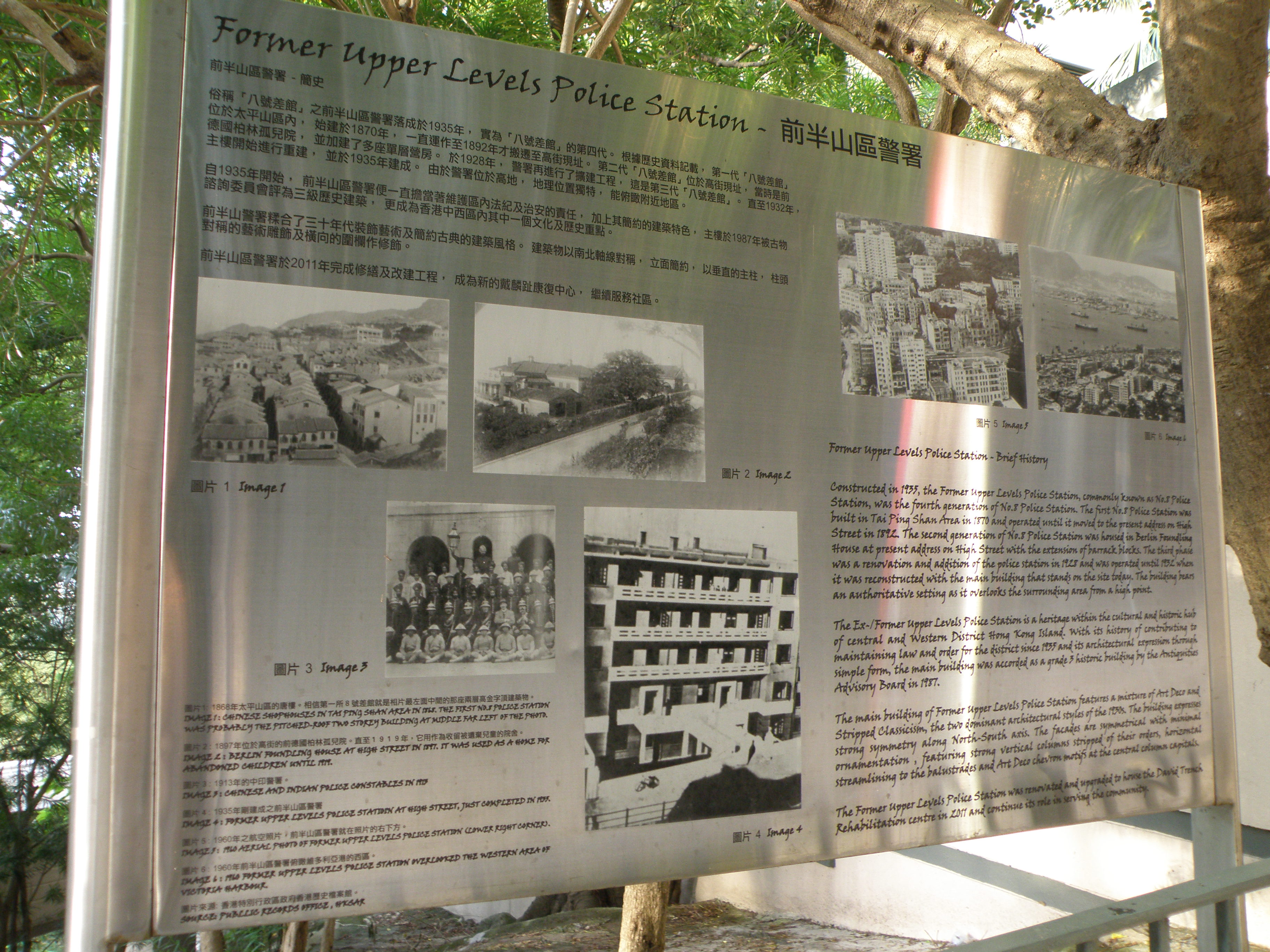
前半山警署介紹

## 外部連結
- 西港島綫重置戴麟趾康復中心的設計和安排 - 區議會 （页面存档备份，存于）